# Slowakische Fußballnationalmannschaft (U-21-Männer)
Die slowakische U-21-Fußballnationalmannschaft ist eine Auswahlmannschaft slowakischer Fußballspieler. Sie gehört dem Slowakischen Fußballverband an und repräsentiert ihn auf der U-21-Ebene, in Freundschaftsspielen gegen die Auswahlmannschaften anderer nationaler Verbände, aber auch bei der Europameisterschaft des Kontinentalverbandes UEFA und der Fußball-Weltmeisterschaft der FIFA. Spielberechtigt sind Spieler, die ihr 21. Lebensjahr noch nicht vollendet haben und die Slowakische Staatsangehörigkeit besitzen. Bei Turnieren ist das Alter beim ersten Qualifikationsspiel maßgeblich.

## Geschichte
Obwohl die Tschechoslowakei bereits zum 1. Januar 1993 aufgelöst wurde, spielte deren U-21 noch bis zum Ende der U-21-Fußball-Europameisterschaft 1994 unter der tschechoslowakischen Flagge. Erst danach bildeten die beiden neuen Länder die Slowakei und Tschechien eigene U-21 Nationalmannschaften. Die einzige Teilnahme bei der U-21-Europameisterschaften gab es 2000, als die Slowakei der Gastgeber des Turniers war. In der Gruppenspielen hat sich die Slowakei gegen starke Fußballnationen wie Portugal, Rumänien und Ungarn durchgesetzt. Die Mannschaft war sehr erfolgreich auch bei der Gruppenspielen im Turnier, so Türkei wie auch England sind geschlagen worden und mit Italien gab es ein Unentschieden. Das starke Italien hat am Ende die bessere Tordifferenz gehabt und die Slowakei spielte nur um den dritten Platz. Das Spiel gegen Spanien ist verloren gegangen, die Slowakei hat den vierten Platz im Turnier belegt und die Teilnahme bei den Olympischen Sommerspielen 2000 gesichert. 

### Teilnahme bei U-21-Europameisterschaften
| 1996 in Spanien                | nicht qualifiziert |
| 1998 in Rumänien               | nicht qualifiziert |
| 2000 in der Slowakei           | 4. Platz           |
| 2002 in der Schweiz            | nicht qualifiziert |
| 2004 in Deutschland            | nicht qualifiziert |
| 2006 in Portugal               | nicht qualifiziert |
| 2007 in den Niederlanden       | nicht qualifiziert |
| 2009 in Schweden               | nicht qualifiziert |
| 2011 in Dänemark               | nicht qualifiziert |
| 2013 in Israel                 | nicht qualifiziert |
| 2015 in Tschechien             | nicht qualifiziert |
| 2017 in Polen                  | Vorrunde           |
| 2019 in Italien und San Marino | nicht qualifiziert |
| 2021 in Slowenien und Ungarn   | nicht qualifiziert |
| 2023 in Rumänien und Georgien  | nicht qualifiziert |
| 2025 in der Slowakei           | Vorrunde           |

Bemerkung: Das erste Europameisterschaft wurde 1978 ausgetragen. Zu diesem Zeitpunkt war die Slowakei noch kein eigenständiges Land. Erst mit der Auflösung der Tschechoslowakei zum 1. Januar 1993 entwickelte sich die U-21 Slowakeis.

## Ehemalige und bekannte Spieler
(Auswahl)
- Erik Jendrišek
- Filip Hološko
- Miroslav Stoch
- Ján Mucha
- Juraj Kucka
- Dušan Kuciak
- Martin Cseh
- Róbert Pich
- Ivan Lietava
- Marek Hamšík

## Trainer
- Milan Lešický (1993–1997)
- Jozef Barmoš (1997–1998)
- Dušan Radolský (1998–2000)
- Stanislav Griga (2000–2001)
- Mikuláš Komanický (2002–2003)
- Ladislav Jurkemik (2004)
- Jozef Bubenko (2004–2005)
- Ladislav Petráš (2006)
- Jozef Barmoš (2007–2008)
- Boris Kitka (2009–2010)
- Ľubomír Nosický (2010)
- Ivan Galád (2011–2014)
- Pavel Hapal (2015–2018)